# ناند
الناند (الاسم العلمي:Nandus) هو جنس من الالأسماك يتبع أسرة النانداوات من فصيلة النانديات.

## أنواع الناند
- ناند أندرو
- ناند ميني
- ناند تجاري
- ناند عملاق
- ناند بورنيوني
- ناند حاد المنقار
- ناند زاخر